# Castillo Obi
El castillo Obi (飫肥城 Obi-jō?) fue una fortificación japonesa del siglo XV en Nichinan, municipio de la prefectura de Miyazaki. En sus terrenos se conservan algunas estructuras, muros de piedra y residencias samuráis, y forma parte de la lista de «100 notables castillos de Japón».

## Historia
En los mismos terrenos del castillo el clan Tsuchimochi fundó una fortaleza durante el período Nanbokucho, pero no sería hasta mediados del siglo XV que adquiriría relevancia, cuando los Shimazu fortificaron el complejo para frenar la expansión del clan Itō. Esta zona se convirtió en un punto focal del conflicto entre ambas familiar, y los Itō lograron vencer en 1567. Los Shimazu recuperaron el terreno en 1572, y permaneció bajo su control hasta las campañas de Kyūshū de Hideyoshi en 1587. Entonces la familia Itō, una de las primeras aliadas de Hideyoshi, recibió la fortaleza Obi por su lealtad. Estos iniciaron el desarrollo de la ciudad-castillo. En 1686, Itō Sukezane comenzó una importante reforma para aumentar la defensa contra los terremotos, y a su vez, renovarlo en la forma de un castillo de la época. El clan Itō continuó gobernando en Obi hasta el período Meiji.

## Conservación

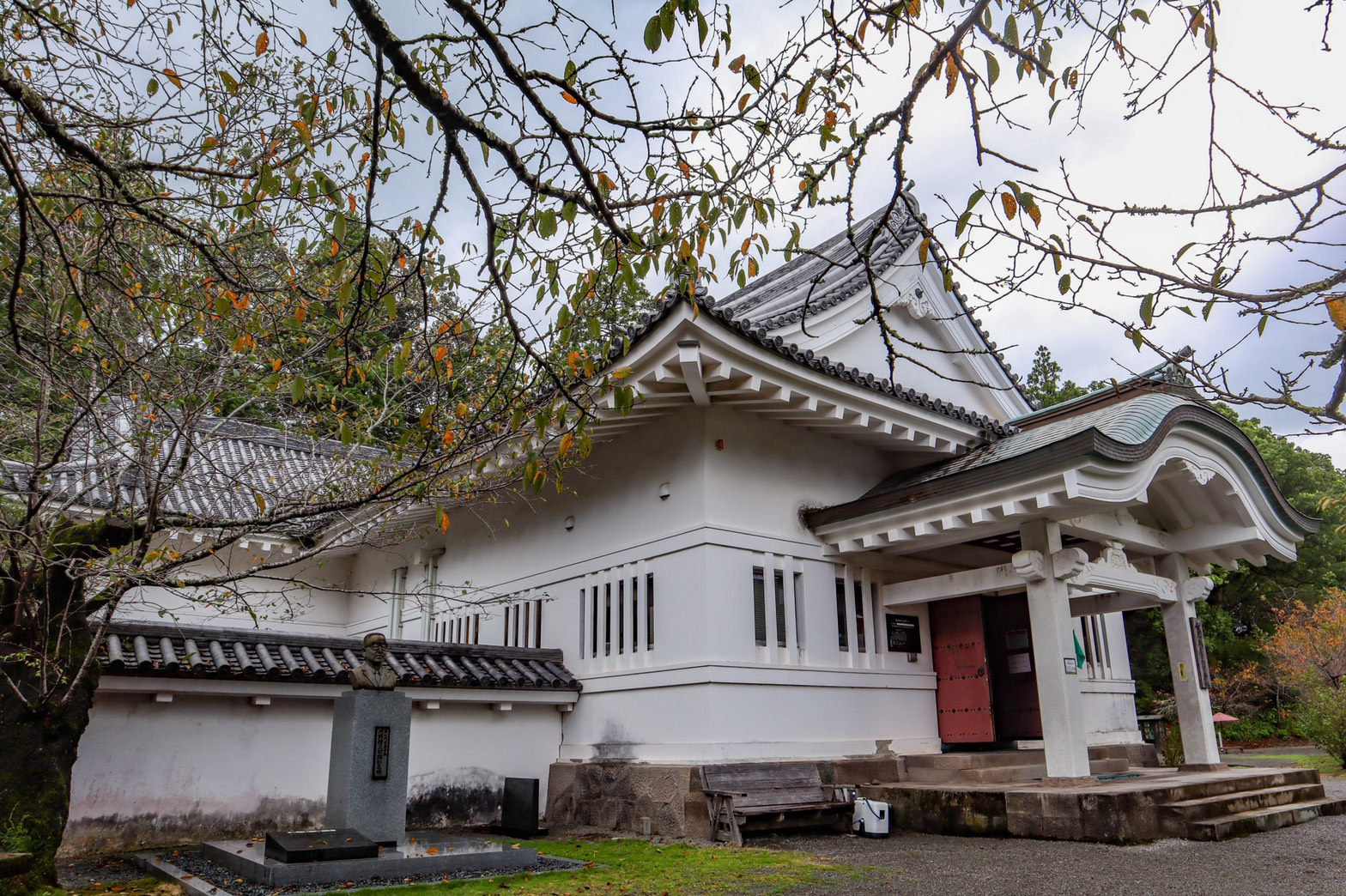
Reconstrucción de la residencia Matsuo-no-Maru, de estilo propio del período Edo.

El castillo cuenta con una reconstrucción de la puerta Otemon de 1978, además del Matsuo-no-Maru —residencia de la mujer del señor feudal Itō—, ambas con madera de cedro de Obi. En los terrenos también se puede encontrar la casa Yoshokan, que resguarda un jardín japonés. La ciudad que se formó alrededor de la fortaleza conserva la atmósfera del período Edo y es una atracción turística a menudo referida como «pequeña Kioto».